# Kronowo (Ryn)
Kronowo est un village polonais de la voïvodie de Varmie-Mazurie, dans le powiat de Giżycko.